# Тени разума. В поисках науки о сознании
«Те́ни ра́зума. В по́исках нау́ки о созна́нии» (англ. Shadows of the Mind: A Search for the Missing Science of Consciousness) — научно-популярная книга американского физика и математика Роджера Пенроуза. Книга вышла в свет в 1994 году и является продолжением книги 1989 года «Новый ум короля: О компьютерах, мышлении и законах физики». Первая половина книги посвящена теоремам Гёделя о неполноте. Для Роджера Пенроуза тот факт, что математики могут понять значение этих теорем, доказывает, что сознание не может быть смоделировано компьютерным способом. Он утверждает, что математики не используют никаких алгоритмов для открытия математических истин и что в человеческом понимании есть что-то особенное, возможно, связанное с природой сознания.
В своей книге Пенроуз выдвигает несколько тезисов:
- Человеческое сознание не является алгоритмическим и поэтому не может быть смоделировано с помощью обычного цифрового компьютера типа машины Тьюринга.
- Квантовая механика играет важную роль в понимании человеческого сознания; в частности, он считает, что микротрубочки внутри нейронов поддерживают квантовые суперпозиции.
- Объективный коллапс квантовой волновой функции микротрубочек имеет решающее значение для сознания.
- Рассматриваемый коллапс — это физическое поведение, которое не является алгоритмическим и выходит за пределы вычислимости.
- Человеческий разум обладает способностями, которыми не может обладать никакая машина Тьюринга из-за этого механизма невычислимой физики.

## Аргумент

### Математическая мысль
В 1931 году математик и логик Курт Гёдель доказал свои теоремы о неполноте, показав, что любая эффективно созданная теория, способная выразить элементарную арифметику, не может быть одновременно непротиворечивой и полной. Кроме того, для любой непротиворечивой формальной теории, которая доказывает некоторые основные арифметические истины, существует арифметическое утверждение, которое является истинным, но не доказуемым в теории. Суть аргументации Пенроуза состоит в том, что хотя формальная система доказательств не может из-за теоремы доказать свою неполноту, результаты типа Гёделя доказываются живыми людьми, математиками. Он считает, что это несоответствие означает, что математики-люди не могут быть описаны как формальные системы доказательств и не используют алгоритм, так что вычислительная теория разума ложна, а вычислительные подходы к искусственному интеллекту в целом необоснованны. (Этот аргумент был впервые приведён Пенроузом в «Новом уме короля» (1989) и получил дальнейшее развитие в книге «Тени разума». Более ранняя версия аргумента была представлена философом Дж. Р. Лукасом в 1959 году в статье «Разумы, машины и Гёдель». По этой причине аргумент называют аргументом Пенроуза — Лукаса.)

### Объективная редукция
Теория объективной редукции Пенроуза предсказывает связь между квантовой механикой и общей теорией относительности. Автор предполагает, что квантовое состояние остается в суперпозиции до тех пор, пока разница в кривизне пространства-времени не достигнет значительного уровня. Эта идея вдохновлена квантовой гравитацией, поскольку в ней одновременно используются постоянная Планка {\displaystyle \hbar }, атрибут квантовой теории, и гравитационная постоянная Ньютона G, атрибут теорий гравитации (в частности, ОТО). Это интерпретация квантовой механики (называемая интерпретацией Пенроуза), альтернативная как копенгагенской интерпретации Бора, которая постулирует, что суперпозиция разрушается при наблюдении, так и многомировой интерпретации Эверетта, которая утверждает, что каждый альтернативный результат суперпозиции становится реальным в отдельном мире.
Идея Пенроуза — разновидность объективной теории коллапса. В этих теориях волновая функция — это физическая волна, которая претерпевает коллапс волновой функции как физический процесс, при этом наблюдатели не играют особой роли. Пенроуз предполагает, что волновая функция не может поддерживаться в суперпозиции за пределами определённой разности энергий между квантовыми состояниями. Он даёт приблизительное значение этой разницы: масса материи, равная планковской массе, которую он называет «уровнем одного гравитона». Затем он выдвигает гипотезу, что эта разность энергий заставляет волновую функцию коллапсировать до единственного состояния с вероятностью, основанной на её амплитуде в исходной волновой функции — процедура, взятая из стандартной квантовой механики.

### Организованная объективная редукция (Orch-OR)
Когда Пенроуз писал свою первую книгу о сознании, «Новый ум короля», в 1989 году, он не имел подробного предложения о том, как такие квантовые процессы могут быть реализованы в мозге. Впоследствии Стюарт Хамерофф прочитал «Новый ум короля» и сказал Пенроузу, что определённые структуры внутри клеток мозга (микротрубочки) являются подходящими кандидатами для квантовой обработки и, в конечном итоге, для сознания. Теория Orch-OR возникла в результате сотрудничества этих двух ученых и была развита во второй книге Пенроуза о сознании «Тени разума» (1994).

## Отзывы
Взгляды Пенроуза, описанные им в своей книге, не получили широкое признание в научных кругах. По словам Марвина Минского, поскольку люди могут истолковывать ложные идеи как основанные на фактах, процесс мышления не ограничивается формальной логикой. Кроме того, программы искусственного интеллекта также могут сделать вывод, что ложные утверждения верны, поэтому ошибка не уникальна для людей. Чарльз Сейф, также не согласный с автором книги, сказал: «Пенроуз, оксфордский математик, известный своей работой по мозаичному покрытию плоскости различными формами, — один из немногих ученых, которые считают, что эфемерная природа сознания предполагает квантовый процесс».
В мае 1995 года математик из Стэнфорда Соломон Феферман раскритиковал подход Пенроуза по нескольким причинам, включая математическую обоснованность его гёделевского аргумента и теоретические основы.

## Издание в России
Книга была переведена на русский язык и вышла в свет в издательстве «Институт компьютерных исследований» в 2005 году.